# KU Большого Пса
KU Большого Пса (лат. KU Canis Majoris), HD 49977 — одиночная переменная звезда в созвездии Большого Пса на расстоянии приблизительно 4979 световых лет (около 1527 парсеков) от Солнца. Видимая звёздная величина звезды — от +8,1m до +7,93m.

## Характеристики
KU Большого Пса — бело-голубая пульсирующая переменная Be-звезда (BE) спектрального класса B1,5:V:npe или B5/7ne.